# Piper-Heidsieck
Piper-Heidsieck ist ein Champagnerhaus, das 1785 von Florens-Louis Heidsieck in Reims gegründet wurde. Am 8. Juli 2011 wurde Piper-Heidsieck vom französischen Luxuskonzern EPI (Entreprise Patrimoniale d’Investissements), der von der Familie Descours kontrolliert wird, übernommen. Zuvor gehörte das Haus seit 1988 zum Konzern Rémy Cointreau.

## Geschichte
Die Geschichte beginnt mit Florens-Louis Heidsieck. Geboren 1749, war er Sohn eines protestantischen Pfarrers aus Westfalen. Er ließ sich als Tuchhändler in Reims nieder, wo er sich sowohl in eine Frau aus der Champagne als auch in den Champagnerwein verliebte. Als Autodidakt verfolgte er mit großer Ambition das Ziel, eine „Cuvée würdig einer Königin“ zu kreieren. 1785 gründete er das Handelshaus Heidsieck & Cie für Tuchwaren und Champagnerweine. Sein Können brachte ihm die Ehre, seinen Wein persönlich der Königin Marie-Antoinette zu präsentieren.
Nach dem Tod von Florens-Louis im Jahr 1828 übernahm sein Neffe Christian Heidsieck das Geschäft und ging eine Partnerschaft mit Henri-Guillaume Piper ein, einem talentierten Geschäftsmann. Von den Habsburger Prinzen bis zu den Kaisern Chinas erhielt das Haus das Privileg, Hoflieferant von insgesamt vierzehn königlichen und kaiserlichen Höfen zu sein. Weltweit wurde Piper-Heidsieck als „der Wein von Piper, hergestellt von Heidsieck“ bekannt. Nach dem Tod von Christian Heidsieck im Jahr 1835 heiratete seine Witwe 1838 Henri-Guillaume Piper – der Name Piper-Heidsieck war geboren.
Nach dem Tod von Henri-Guillaume im Jahr 1870 übernahm Jacques-Charles Théodore Kunkelmann, der seit 1851 Partner im Unternehmen war, die Leitung. Sein Sohn Ferdinand-Théodore folgte ihm 1892 nach. Dessen Tochter Yolande heiratete 1926 den Marquis Jean de Suarez d’Aulan, einen Pionier der Luftfahrt. Er förderte das Haus weltweit, indem er es mit seinem eigenen Flugzeug repräsentierte. Während des Zweiten Weltkriegs unterstützte er die Résistance, indem er Waffen in den Kellern versteckte. Kurz vor seiner Verhaftung durch die Gestapo floh er nach Nordafrika, wurde Jagdpilot in der berühmten Escadrille La Fayette und starb 1944 im Kampf. Das Haus Piper-Heidsieck wurde während der Besatzung unter Zwangsverwaltung gestellt. Nach dem Krieg wurde es von Yolande Kunkelmann d'Aulan und ihrem zweiten Ehemann, General Baron d'Alès, erfolgreich wiederbelebt.
1957 übernahm François d’Aulan, der älteste Sohn von Jean de Suarez d’Aulan und Yolande Kunkelmann, die Leitung. Während seiner 33-jährigen Präsidentschaft vereinte er Expansion und Familientradition. 1988 übergab er das Unternehmen an die Familie Hériard-Dubreuil. 2011 erwarb die familiengeführte Holding EPI, spezialisiert auf Wein und Luxus, unter der Leitung von Christopher Descours das Unternehmen.

## Kellermeister
2002 übernahm Régis Camus die Weinherstellung bei Piper-Heidsieck, bevor er 2018 an Émilien Boutillat übergab, der mit 33 Jahren der jüngste Kellermeister eines großen Champagnerhauses wurde.

## B Corp-Zertifizierung
Im Juli 2022 erhielt das Haus die B Corp-Zertifizierung.

## Die Cuvées
- Cuvée Brut
- Essentiel Extra Brut
- Essentiel Blanc de Blancs
- Essentiel Blanc de Noirs
- Cuvée Sublime
- Rosé Sauvage
- Vintage 2008 / 2012 / 2014
- Hors-Série 1971
- Hors-Série 1982

## In der Popkultur
1933 erschien Piper-Heidsieck erstmals im Film "Laurel und Hardy: Die Wüstensöhne" mit Laurel und Hardy. 1953 drückte Marilyn Monroe in einem Presseinterview ihre Zuneigung für die Marke aus.
Seit 1993 pflegt das Haus eine enge Beziehung zur Filmwelt. Es war bis 2020 offizieller Lieferant der Internationalen Filmfestspiele von Cannes und von 2015 bis 2020 der Oscars. Zudem unterstützt Piper-Heidsieck seit 2008 die Cinémathèque Française und finanzierte unter anderem die Restaurierung des Films Das goldene Zeitalter von Luis Buñuel.

## Sportveranstaltungen
Piper-Heidsieck ist offizieller Champagnerlieferant mehrerer internationaler Sportveranstaltungen, darunter die Australian Open seit 2019, der Ballon d’Or seit 2019 und das Rolex Paris Masters seit 2021.

## Zusammenarbeit mit der Haute Couture
1999 und 2011 entwarf Jean-Paul Gaultier limitierte Editionen von Piper-Heidsieck-Flaschen, die er mit roten Korsetts und Netzstrümpfen versah. 2007 folgte eine Zusammenarbeit mit Viktor & Rolf, 2009 mit Christian Louboutin.

## Gebäude und Weinkeller
Hauptsitz: 2008 entwarf der Architekt Jacques Ferrier das neue Hauptquartier in Reims, dessen Metallfassade an Champagnerblasen erinnert.
Produktion: 1995 wurde die neue Kellerei mit über 200 Tanks eingeweiht. Der Weinberg von Piper-Heidsieck umfasst mehr als 65 Hektar, und das Haus bezieht Trauben von 240 Partnerwinzern aus über 110 Crus.